# Eunectes deschauenseei
Eunectes deschauenseei är en ormart som beskrevs av Dunn och Conant 1936. Eunectes deschauenseei ingår i släktet anakondor, och familjen Boidae. IUCN kategoriserar arten globalt som otillräckligt studerad. Inga underarter finns listade i Catalogue of Life.
Arten förekommer i nordöstra Brasilien och i Franska Guyana.